# Halichoeres hartzfeldii
Espèce
Statut de conservation UICN

 LC  : Préoccupation mineure
Halichoeres hartzfeldii est un poisson osseux de petite taille de la famille des Labridae.

## Aire de répartition
Cette espèce est endémique au sud du Japon et à l'Indonésie.

## Description
Ce poisson peut atteindre une longueur totale de 18 cm.

## Statut de conservation
L'espèce ne fait face à aucune menace importante au-delà de la collecte occasionnelle pour des aquariums.